# Prochilodus vimboides
Prochilodus vimboides är en fiskart som beskrevs av Kner, 1859. Prochilodus vimboides ingår i släktet Prochilodus och familjen Prochilodontidae. Inga underarter finns listade i Catalogue of Life.